# Alguien llena mi lugar
«Alguien llena mi lugar» es una canción interpretada de la agrupación mexicana femenina Pandora extraído originalmente de su segundo álbum de estudio Otra vez (1986). Fue escrita únicamente por el compositor y productor Hernaldo Zúñiga. Esta canción otra de las más conocidas de la agrupación y del propio disco.
En 2022 volvieron a cantar la canción en vivo junto con la agrupación mexicana Flans para el tour Inesperado Tour, junto a otros éxitos más y de Flans.

## Lista de canciones

### CD - Promo
| Alguien llena mi lugar — Single |                          |          |  |
| N.º                             | Título                   | Duración |  |
| 1.                              | «Alguien llena mi lugar» | 4:15     |  |

## Posiciones en las listas
| Listas                                     | Posición |
| ------------------------------------------ | -------- |
| Estados Unidos Billboard Hot Latin Tracks  | 58       |
| Estados Unidos Billboard Latin Pop Airplay | 11       |